# Église Saint-Martin de Vendes
Pour les articles homonymes, voir Église Saint-Martin.
L'église Saint-Martin est une église catholique située à Vendes, en France. Datant du XIIIe siècle, elle est inscrite au titre des monuments historiques.

## Localisation
L'église est située dans le département français du Calvados, dans le bourg de Vendes.

## Historique
Cette église est construite au XIIe siècle.

## Architecture
L'édifice est inscrit au titre des monuments historiques depuis le 16 mai 1927.